# Jan Gerrit Scheurer
Jan Gerrit Scheurer (Borculo, 3 maart 1864 – Apeldoorn, 20 juni 1928) was lid van de Tweede Kamer voor de ARP. Toen zijn vader in 1868 hoofdonderwijzer van de OL-school in Gelselaar werd, verhuisde hij mee naar Gelselaar. 
Hij volgde de opleiding tot onderwijzer, en daarna tot zendeling-arts. Hij is vertrokken naar Indië, en opende daar een hospitaal in Jogjakarta. 
Hij kwam terug naar Nederland in 1906. In Nederland werd hij arts bij de stichting 'sHeerenloo in Ermelo. 
De gemeente Apeldoorn gaf een bibliografie uit onder nummer ISBN 978-90-8788-058-3